# Торкамыш
Торкамыш (кирг. Тор-Камыш) — село в Аксыйском районе Джалал-Абадской области Кыргызстана. Входит в состав Кара-Жыгачского айылного аймака.

## География
Село расположено в южной части области, на правом берегу реки Кара-Суу, на расстоянии приблизительно 28 километров (по прямой) к северо-востоку от города Кербен, административного центра района. Абсолютная высота — 864 метра над уровнем моря.

## Население
Согласно оценочным данным Национального статистического комитета Кыргызской Республики, численность населения села на начало 2023 года составляла 915 человек.
| год     | 2009 | 2014 | 2015 | 2020 | 2021 | 2023 |
| ------- | ---- | ---- | ---- | ---- | ---- | ---- |
| человек | 504  | 717  | 717  | 792  | 875  | 915  |